# Gâcogne
Ne doit pas être confondu avec Gascogne.
Gâcogne est une commune française située dans le département de la Nièvre, en région Bourgogne-Franche-Comté.

## Géographie
Ce village se situe dans le massif du Morvan et fait partie de son parc naturel régional. Il est traversé par l'Anguison.
La commune regroupe 34 hameaux, huis et domaines répartis sur 2 521 hectares.

### Climat
Pour des articles plus généraux, voir Climat de la Bourgogne-Franche-Comté et Climat de la Nièvre.
En 2010, le climat de la commune est de type climat des marges montargnardes, selon une étude du Centre national de la recherche scientifique s'appuyant sur une série de données couvrant la période 1971-2000. En 2020, Météo-France publie une typologie des climats de la France métropolitaine dans laquelle la commune est exposée à un climat océanique altéré et est dans la région climatique  Lorraine, plateau de Langres, Morvan, caractérisée par un hiver rude (1,5 °C), des vents modérés et des brouillards fréquents en automne et hiver. 
Pour la période 1971-2000, la température annuelle moyenne est de 10 °C, avec une amplitude thermique annuelle de 15,8 °C. Le cumul annuel moyen de précipitations est de 1 071 mm, avec 13,7 jours de précipitations en janvier et 9,2 jours en juillet. Pour la période 1991-2020, la température moyenne annuelle observée sur la station météorologique de Météo-France la plus proche, « Lormes_sapc », sur la commune de Lormes à 8 km à vol d'oiseau, est de 11,2 °C et le cumul annuel moyen de précipitations est de 1 071,3 mm. 
La température maximale relevée sur cette station est de 40,7 °C, atteinte le 25 juillet 2019 ; la température minimale est de −18,1 °C, atteinte le 12 janvier 1987,,. 
Les paramètres climatiques de la commune ont été estimés pour le milieu du siècle (2041-2070) selon différents scénarios d'émission de gaz à effet de serre à partir des nouvelles projections climatiques de référence DRIAS-2020. Ils sont consultables sur un site dédié publié par Météo-France en novembre 2022.

## Urbanisme

### Typologie
Au 1er janvier 2024, Gâcogne est catégorisée commune rurale à habitat très dispersé, selon la nouvelle grille communale de densité à sept niveaux définie par l'Insee en 2022.
Elle est située hors unité urbaine et hors attraction des villes,.

### Occupation des sols
L'occupation des sols de la commune, telle qu'elle ressort de la base de données européenne d’occupation biophysique des sols Corine Land Cover (CLC), est marquée par l'importance des territoires agricoles (55,8 % en 2018), une proportion sensiblement équivalente à celle de 1990 (56 %). La répartition détaillée en 2018 est la suivante : prairies (53,5 %), forêts (44,2 %), zones agricoles hétérogènes (2,4 %). L'évolution de l’occupation des sols de la commune et de ses infrastructures peut être observée sur les différentes représentations cartographiques du territoire : la carte de Cassini (XVIIIe siècle), la carte d'état-major (1820-1866) et les cartes ou photos aériennes de l'IGN pour la période actuelle (1950 à aujourd'hui).

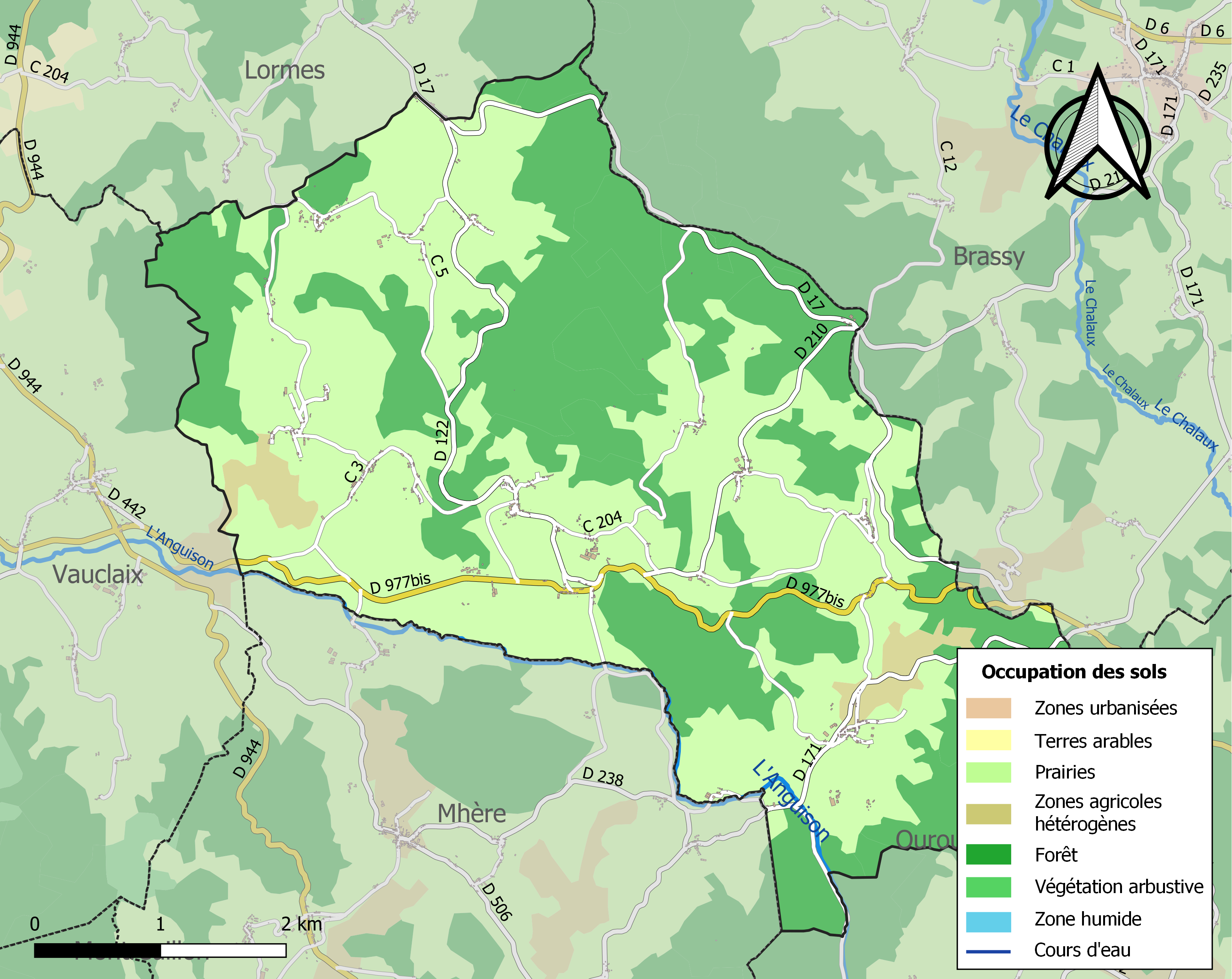
Carte des infrastructures et de l'occupation des sols de la commune en 2018 (CLC).

## Histoire

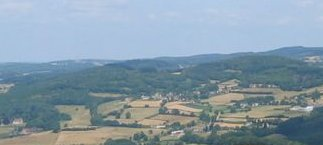
Vue de Gâcogne depuis la chapelle du Banquet (Mhère).

Dans l'Antiquité, la ville a pour nom Vasconium (ou Vascons) et est une colonie de soldats romains. On y trouve d'ailleurs des traces de la voie romaine reliant Château-Chinon à Vézelay.
Au VIIe siècle, les bénédictins de Saint-Léonard de Corbigny bâtissent un prieuré à Jailly, appartenant à Corbon. Leur paroisse, antérieure au XIIe siècle, fait partie de l’archiprêtré de Corbigny, donc du diocèse d’Autun.
On retrouve des mentions de la ville sous le nom Gacongne en 1596.
En 1853, elle compte 1 274 habitants mais l’abattage et le flottage de bois entraînent une forte migration. Toutefois, elle conserve « l'auberge de Gâcogne », un commerce qui tient lieu d'épicerie, station-service, dépôt de pain, point-poste, café-restaurant et chambres d’hôtes. On trouve aussi des chambres d’hôtes dans « l’huis Pillavoine » et un gîte de séjour à « l’huis au Page ». La vie du village demeure animée, grâce à un comité des fêtes dynamique : fête patronale de la Saint-Laurent, soirées thématiques...

### Le Tacot du Morvan
Au début du XXe siècle, la commune est desservie par une des lignes du Tacot du Morvan : le chemin de fer de Corbigny à Saulieu.
La commune dispose d'une gare, au lieu-dit la Gare, qu'elle partage avec sa commune voisine de Brassy.
Le trafic voyageurs est définitivement interrompu le 15 mars 1939.

## Politique et administration
| Période                                  | Période  | Identité             | Étiquette | Qualité        |
| ---------------------------------------- | -------- | -------------------- | --------- | -------------- |
| avant 1995                               | ?        | André Vecten         |           |                |
| mars 2001                                | En cours | Christophe Gagnepain | DVG       | Chef comptable |
| Les données manquantes sont à compléter. |          |                      |           |                |

## Démographie
L'évolution du nombre d'habitants est connue à travers les recensements de la population effectués dans la commune depuis 1793. Pour les communes de moins de 10 000 habitants, une enquête de recensement portant sur toute la population est réalisée tous les cinq ans, les populations de référence des années intermédiaires étant quant à elles estimées par interpolation ou extrapolation. Pour la commune, le premier recensement exhaustif entrant dans le cadre du nouveau dispositif a été réalisé en 2004.

En 2022, la commune comptait 209 habitants, en évolution de −18,36 % par rapport à 2016 (Nièvre : −3,28 %, France hors Mayotte : +2,11 %).
| 1793 | 1800 | 1806 | 1821  | 1831  | 1836  | 1841  | 1846  | 1851  |
| ---- | ---- | ---- | ----- | ----- | ----- | ----- | ----- | ----- |
| 329  | 754  | 809  | 1 030 | 1 000 | 1 030 | 1 191 | 1 282 | 1 341 |

| 1856  | 1861  | 1866  | 1872  | 1876  | 1881  | 1886  | 1891  | 1896  |
| ----- | ----- | ----- | ----- | ----- | ----- | ----- | ----- | ----- |
| 1 274 | 1 321 | 1 300 | 1 372 | 1 377 | 1 303 | 1 313 | 1 306 | 1 205 |

| 1901  | 1906 | 1911 | 1921 | 1926 | 1931 | 1936 | 1946 | 1954 |
| ----- | ---- | ---- | ---- | ---- | ---- | ---- | ---- | ---- |
| 1 031 | 975  | 931  | 796  | 731  | 682  | 614  | 553  | 549  |

| 1962 | 1968 | 1975 | 1982 | 1990 | 1999 | 2004 | 2006 | 2009 |
| ---- | ---- | ---- | ---- | ---- | ---- | ---- | ---- | ---- |
| 505  | 474  | 415  | 344  | 256  | 250  | 268  | 264  | 267  |

| 2014 | 2019 | 2022 | - | - | - | - | - | - |
| ---- | ---- | ---- | - | - | - | - | - | - |
| 250  | 224  | 209  | - | - | - | - | - | - |

## Économie
- L’activité économique de la région consiste en l’élevage et l’exploitation forestière.

## Lieux et monuments
- Le château de Raffigny, datant du XVIe siècle et remanié au XIXe siècle, qui appartenait à l'homme politique et magistrat André Dupin, dit Dupin Aîné (maire de Gâcogne en 1830). Ce château date du XVIe siècle, est privé et ne se visite pas. Il abrite une chapelle castrale consacrée à sainte Barbe du XVe siècle.
- Le château de Saugny, reconstruit en 1862 sur des fondations datant du XIVe siècle ou du XVe siècle.
- Le château de Rhuère, datant du XVIe siècle dont les vestiges sont toutefois très difficiles à voir. Aujourd'hui, il ne reste qu'un rempart, grand mur à l'entrée du village, sur la route du bas, et un pigeonnier, seules traces de l'existence du château. Mais les anciens, suivis aujourd'hui par les plus jeunes, appellent le rhuère du bas : « Le Château ».
- L’église Saint-Pierre-aux-Liens-et-Saint-Laurent, datant de 1871 et consacrée en 1875. À sa construction, on reprocha au maire André Marie Dupin de n’avoir pas restauré l’église du XIIe siècle (déjà remise en état sous Louis XIV). Mais celui-ci a aussi fait ériger la chapelle du Banquet sur la commune de Mhère.
- Sur la place du village on peut remarquer l'arbre désigné sous le nom de Vieux Sully.
- À La Roche, on peut voir un ancien atelier de maréchalerie et de travail à bœufs.
- À Grand Mont, on trouve une croix en fer forgé du XIXe siècle appareillée avec des chaînes d’angles harpées en son socle (une particularité car les socles sont généralement monolithes).
- À Lavault est situé un abreuvoir à arcades, du XIXe siècle lui aussi.

## Personnalités liées à la commune
- André Marie Jean Jacques Dupin, dit « Dupin aîné », avocat et homme politique français, né à Varzy (Nièvre) le 1er février 1783 et mort à Paris le 10 novembre 1865. Il se retira pendant six ans dans son château de Raffigny, à Gâcogne, dont il fut maire, et s'occupa principalement d'agriculture ainsi que de la publication de ses Mémoires (1855-1861, 4 vol.).
- Jacques François Gudin (1811-1889), homme politique né à Gâcogne, maire de Château-Chinon de 1872 à 1874, député de la Nièvre, de 1876 à 1877.
- Le danseur, peintre et sculpteur Cardo résida au hameau du Moulin Granard.
- Claude Le Péron, bassiste de Jean-Jacques Goldman dont la famille est originaire et possède une maison dans le bourg.